# 清畠站
清畠站（日语：／ Kiyohata eki */?）是位於日本北海道沙流郡日高町，曾屬於北海道旅客鐵道（JR北海道）日高本線上的車站。電報略號是。

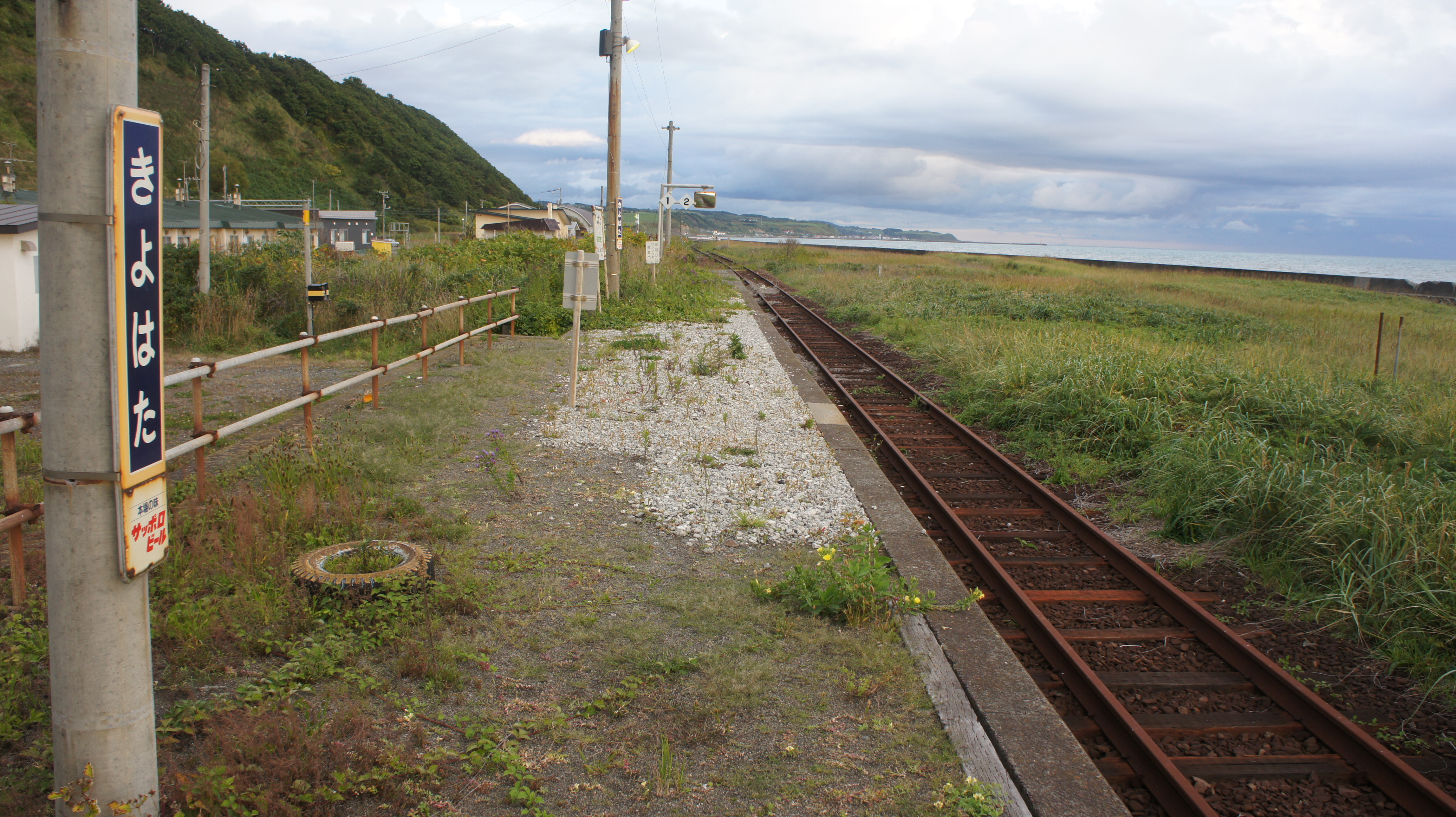
月台(2017年9月)

## 車站構造
本站在廢站前為側式月台1面1線的地面站。站內沒有設置站房，僅設有一座小型的候車室。 

## 車站周邊
- 國道235號
- 清畠郵局
- 慶能舞川
- 慶能舞橋
- 日高町立清畠小學
- 道南巴士「清畠站前」站牌

## 歷史
- 1926年（大正15年）12月7日 - 由日高拓殖鐵道設立。此時稱為慶能舞站。
- 1927年（昭和2年）8月1日 - 政府買下日高線並收歸國有化，由國鐵管轄。
- 1944年（昭和19年）4月1日 - 改稱為清畠站。
- 1977年（昭和52年）2月1日 - 廢止貨物和行李處理的業務。
- 1987年（昭和62年）4月1日 - 國鐵分割民營化後成為北海道旅客鐵道（JR北海道）轄下的車站。
- 2015年（平成27年）1月8日：厚賀站 - 大狩部站之間路段因大浪受損而暫停行駛列車，由公車代替行駛[1]。
- 2021年（令和3年）4月1日 - 廢站[2]。

## 相鄰車站

### 廢除路線
北海道旅客鐵道（JR北海道）
日高本線
豐鄉－清畠－厚賀

## 相關項目
- 日高本線
- 日本鐵路車站列表

## 外部連結
- （日語）全驛參觀之旅[永久]